# Feng liu yi dai
Feng liu yi dai (风流一代; Engels: Caught by the Tides) is een Chinese dramafilm uit 2024, geregisseerd en mede geschreven door Jia Zhangke. De hoofdrol wordt vertolkt door Zhào Tāo.

## Verhaal
Het verhaal speelt zich af in de eerste twintig jaar van de 21e eeuw. In China, begin jaren 2000, delen Qiao Qiao en Guao Bin een hartstochtelijke maar kwetsbare liefde. Wanneer Guao Bin weg gaat om zijn geluk te beproeven in een andere provincie, besluit Qiao Qiao hem te gaan zoeken.

## Rolverdeling
| Acteur      | Personage |
| ----------- | --------- |
| Zhào Tāo    | Qiao Qiao |
| Li Zhubin   | Guao Bin  |
| Pan Jianlin |           |
| Zhou You    |           |
| Changchu Xu |           |
| Lan Zhou    |           |
| Hu Maotao   |           |

## Productie
Begin maart 2023 werd het project voor de speelfilm 风流一代 (letterlijk: "Romantische generatie") van Jia Zhangke, als regisseur en co-schrijver met Wan Jiahuan, aangekondigd. Deze film, met actrice Zhào Tāo in de hoofdrol, is geproduceerd door Ichiyama Shozo en Liang Jiayan. In juni 2023 werd de Engelse titel onthuld: We Shall Be All, voordat deze werd gewijzigd in Caught by the Tides. De productie van de film nam 22 jaren in beslag, het eerste materiaal voor de film werd in 2001 opgenomen en de laatste opnames gingen door in de tweede helft van 2023.

## Release
Feng liu yi dai ging op 18 mei 2024 in première op het Filmfestival van Cannes in de competitie voor de Gouden Palm.

## Prijzen en nominaties
De belangrijkste:
| Jaar | Prijs                   | Categorie   | Genomineerde(n) | Uitslag     |
| ---- | ----------------------- | ----------- | --------------- | ----------- |
| 2024 | Filmfestival van Cannes | Gouden Palm | Jia Zhangke     | Genomineerd |